# Gullsjön, Täby
Gullsjön är en liten skogssjö i Täby kommun mellan kommundelarna Täby kyrkby och Löttingelund i närheten av Löttingekullen, som med sina 58 meter över havet är kommunens högsta naturliga höjd.
Sjön har rikligt med vattenvegetation, bland annat näckrosor.  Den har också en rik grod- och kräldjursfauna. Roslagsleden passerar söder om sjön, där det finns en rastplats. Väster om sjön passerar den gamla befästningslinjen Norra Fronten med Skogbergafortet och Gullsjöfortet i närheten. Norr om sjön finns naturbetesmarkerna Täby Prästgård och Skogberga. Dessa är klassade som Natura 2000-område.
Gullsjön har en yta på 0,04 km2 och ett maxdjup på 2,8 meter. Dess höjd över havet är 14 meter. Den avvattnas via Vallentunasjön.

## Delavrinningsområde
Gullsjön ingår i delavrinningsområde (659850-162600) som SMHI kallar för Utloppet av Vallentunasjön. Medelhöjden är 23 meter över havet och ytan är 50,55 kvadratkilometer. Det finns inga avrinningsområden uppströms utan avrinningsområdet är högsta punkten. Oxundaån som avvattnar avrinningsområdet har biflödesordning 3, vilket innebär att vattnet flödar genom totalt 3 vattendrag innan det når havet efter 69 kilometer. Avrinningsområdet består mestadels av skog (27 procent) och jordbruk (19 procent). Avrinningsområdet har 5,78 kvadratkilometer vattenytor vilket ger det en sjöprocent på 11,4 procent. Bebyggelsen i området täcker en yta av 15,78 kvadratkilometer eller 31 procent av avrinningsområdet.